# Al-Ardija
Al-Ardija (arab. العارضية) – miasto w Kuwejcie, w gubernatorstwie Al-Farwanija. Według danych szacunkowych na rok 2007 liczy 58 732 mieszkańców. Ośrodek przemysłowy.